# 稲荷町 (半田市)
稲荷町（いなりちょう）は、愛知県半田市の地名。

## 地理
半田市南部に位置する。東は冨士ケ丘、西は鴉根町、北は新宮町、南西は知多郡武豊町に接する。

### 学区
- 高等学校 - 尾張学区
- 中学校 - 半田市立青山中学校（南知多道路以西）・半田市立青山中学校（南知多道路以東）[WEB 5]
- 小学校 - 半田市立板山小学校（南知多道路以西）・半田市立花園小学校（南知多道路以東）[WEB 5]

## 歴史

### 地名の由来
地内の鴉根稲荷神社に由来する。

### 人口の変遷
国勢調査による人口および世帯数の推移。
| 1995年（平成7年）  | 170世帯 564人 |  |
| 2000年（平成12年） | 75世帯 238人  |  |
| 2005年（平成17年） | 74世帯 228人  |  |
| 2010年（平成22年） | 77世帯 231人  |  |
| 2015年（平成27年） | 76世帯 217人  |  |
| 2020年（令和2年）  | 94世帯 257人  |  |

### 沿革
- 1957年（昭和32年） - 半田市成岩の一部により、同市稲荷町が成立[2]。

## 交通
- 南知多道路（愛知県道半田南知多公園線）[1]

## 施設
- 鴉根町公民館[1]
- 鴉根稲荷神社[1]

### WEB
1. ↑  “愛知県半田市の町丁・字一覧”.   人口統計ラボ. 2023年11月25日閲覧。
2. 1 2  総務省統計局 (2022年2月10日). “令和2年国勢調査の調査結果(e-Stat) - 男女別人口，外国人人口及び世帯数－町丁・字等” (CSV). 2023年8月2日閲覧。
3. ↑  “愛知県半田市の郵便番号一覧”.   日本郵便. 2023年11月25日閲覧。
4. ↑  “市外局番の一覧” (PDF).   総務省 (2022年3月1日). 2022年3月22日閲覧。
5. 1 2  “半田市立小中学校　通学区域一覧（町名あいうえお順）” (PDF) (2015年4月1日). 2024年10月2日閲覧。
6. ↑  総務省統計局 (2014年3月28日). “平成7年国勢調査の調査結果(e-Stat) - 男女別人口及び世帯数 －町丁・字等” (CSV). 2021年7月20日閲覧。
7. ↑  総務省統計局 (2014年5月30日). “平成12年国勢調査の調査結果(e-Stat) - 男女別人口及び世帯数 －町丁・字等” (CSV). 2021年7月20日閲覧。
8. ↑  総務省統計局 (2014年6月27日). “平成17年国勢調査の調査結果(e-Stat) - 男女別人口及び世帯数 －町丁・字等” (CSV). 2021年7月21日閲覧。
9. ↑  総務省統計局 (2012年1月20日). “平成22年国勢調査の調査結果(e-Stat) - 男女別人口及び世帯数 －町丁・字等” (CSV). 2021年7月21日閲覧。
10. ↑  総務省統計局 (2017年1月27日). “平成27年国勢調査の調査結果(e-Stat) - 男女別人口及び世帯数 －町丁・字等” (CSV). 2021年7月21日閲覧。

### 書籍
1. 1 2 3 4 5  「角川日本地名大辞典」編纂委員会 1989, p. 1815.
2. 1 2  「角川日本地名大辞典」編纂委員会 1989, p. 177.